# Leon Lasek (1940–2012)
Leon Lasek (ur. 3 stycznia 1940 w Mysłowicach, zm. 18 października 2012 tamże) – polski inżynier elektronik, samorządowiec i nauczyciel akademicki, doktor habilitowany nauk technicznych, w latach 1995–1998 prezydent Mysłowic.

## Życiorys
Ukończył Śląskie Techniczne Zakłady Naukowe w Katowicach i następnie Wydział Automatyki Politechniki Śląskiej. W 1969 uzyskał stopień doktora nauk technicznych na podstawie napisanej pod kierunkiem Tadeusza Zagajewskiego pracy pt. Poszerzanie wstęgi przenoszenia wzmacniacza prądu stałego z przetwarzaniem. W 1989 habilitował się po obronie rozprawy pt. Analiza i synteza układów generacyjnych. Tytuł profesora nadzwyczajnego zdobył w 1991 roku. Specjalizował się w zakresie analizy i syntezy układów elektronicznych oraz syntezy układów generacyjnych. Był profesorem nadzwyczajnym na Wydziale Automatyki, Elektroniki i Informatyki Politechniki w Gliwicach PŚ, a także członkiem senatu uczelni i pełnomocnikiem dziekana Zamiejscowego Ośrodka Dydaktycznego w Sosnowcu. Autor i współautor książek, podręczników, artykułów naukowych i skryptów.
Należał do Niezależnego Samorządnego Związku Zawodowego „Solidarność”. W kadencji 1994–1998 zasiadał w radzie miejskiej Mysłowic. Od 13 marca 1995 do 29 października 1998 roku pełnił funkcję prezydenta Mysłowic.
Pochowano go na nowym cmentarzu przy Parafii Najświętszego Serca Pana Jezusa w Mysłowicach.

## Odznaczenia
Odznaczony Złotym Krzyżem Zasługi, Medalem Komisji Edukacji Narodowej, Złotym Medalem za Długoletnią Służbę oraz Odznaką „Zasłużonemu dla Politechniki Śląskiej”. Wyróżniany także nagrodami rektora i ministra.